# Sophie Aillerie
Sophie Aillerie, née le 4 avril 1982, est une joueuse de pétanque française. 

## Biographie
Elle est droitière et se positionne en pointeuse. Ella a une sœur jumelle Elodie Aillerie, avec qui elle (et Sandrine Pichereau) ont été vice-championne de France triplette 2007.

## Clubs
- ? - ? : Pétanque Soucelloise (Maine-et-Loire)
- ? - ? : Pétanque Tiercéenne (Maine-et-Loire)

## Palmarès

### Séniors

#### Jeux méditerranéens
Vainqueur
- Triplette 2005 (avec Marie-Christine Virebayre et Angélique Colombet) :  Équipe de France[1]

#### Championnats de France
Finaliste
- Triplette 2007 (avec Elodie Aillerie et Sandrine Pichereau) : Pétanque Tiercéenne
- Doublette 2009 (avec Sandrine Pichereau) : Pétanque Tiercéenne
- Triplette 2013 (avec Sandra Berlin et Sandrine Pichereau-Voisin) : Pétanque Tiercéenne

#### Millau

##### Mondial à pétanque de Millau (2003-2015)[2]
Vainqueur
- Doublette 2007 (avec Marie-Christine Virebayre)

Finaliste
- Doublette 2005 (avec Marie-Christine Virebayre)
- Doublette 2006 (avec Marie-Christine Virebayre)